# Пиотровский (книжный магазин)

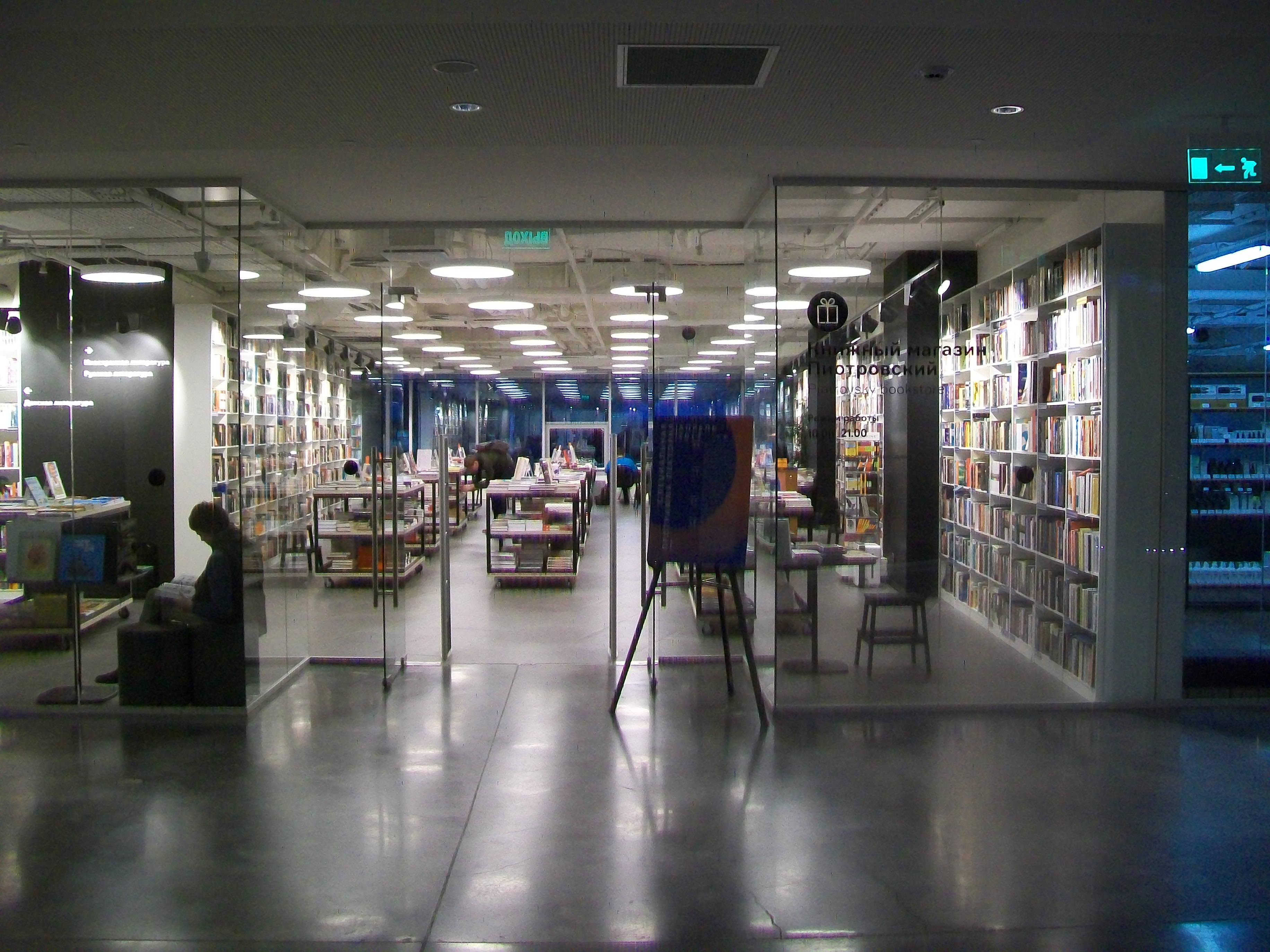
Магазин «Пиотровский» в Екатеринбурге

Пиотро́вский — книжный магазин в Перми (с 2010 года), Екатеринбурге (с 2015 года) и Москве (с 2023). Занимается реализацией научной (преимущественно малотиражной) литературы, а также художественных изданий «серьезных» писателей. В Екатеринбурге «Пиотровский» также реализует продукцию с символикой Ельцин-центра (футболки, карандаши, значки и т. п.), в котором находится. Магазин фактически также является культурно-образовательным центром, где проходят различные лекции.  

## История
Магазин был назван в честь книготорговца-просветителя Юзефа Юлиановича Пиотровского, который в конце XIX века открыл в Перми первый крупный книжный магазин.
Основан в 2009 году, открытие по адресу улица Луначарского, 51а (на Комсомольском проспекте) состоялось 22 января 2010 года. С момента создания магазина в нём было продано более 100 тысяч книг, организованы десятки мероприятий, творческих встреч, презентаций. В 2011 и 2012 годах под эгидой «Пиотровского» в Перми были проведены две международные книжные ярмарки и научная философская школа.
Входит в состав Альянса независимых издателей и книгораспространителей.
Журналисты назвали «Пиотровский» последним плацдармом культурной революции в Перми.

Стол «ельцинской» сувенирной продукции в екатеринбургском «Пиотровском»

В январе 2013 года книжный магазин «Пиотровский» оказался на грани закрытия из-за смены собственника арендуемого помещения. Руководитель Роспечати Михаил Сеславинский в своем письме губернатору Пермского края Виктору Басаргину высказал озабоченность судьбой книжного магазина: «… Но мы убедительно просим Вас не оставить своим вниманием этот проект и помочь „Пиотровскому“ найти помещение в центре города с адекватной стоимостью аренды. Было бы очень жаль, если необычному книжному магазину, который за 3 года успел стать своеобразной достопримечательностью города, придется либо взвинтить цены на книги и сделать их покупку окончательно невозможной для студентов и работников бюджетной сферы, либо отказаться от целого ряда интереснейших проектов, которые вносят в яркую культурную палитру Перми притягательные и неповторимые краски».
В марте 2013 года магазин открылся на новом месте — в старинном доме на улице Ленина, 54, в прошлом известном как «Покровская аптека В. Бартминского».
В ноябре 2015 года открылся второй магазин «Пиотровский» в России — в только что заработавшем «Ельцин-центре» в Екатеринбурге. У обоих «Пиотровских» (екатеринбургского и пермского) (по состоянию на ноябрь 2016 года) «общий» директор — Михаил Мальцев. В новом магазине заработал лекторий. Если к ноябрю 2016 года лекторий в пермском «Пиотровском» практически прекратился из-за нехватки средств, то в екатеринбургском он активно развивался. Книжный ассортимент и дизайн в обоих магазинах одинаковые. Отличие состоит в том, что в екатеринбургском «Пиотровском» присутствует отдельный стол с сувенирной продукцией
«Ельцин-центра».
В декабре 2023 в Москве на Малой Никитской, 12 открылся третий книжный магазин «Пиотровский», специализация которого — история, теория и философия.  

## Цитаты
- «Как ни парадоксально это звучит, но то, что произошло с „Пиотровским“, это всё же история успеха. Этот магазин стал популярен и успешен. Он уже нанесен на культурную карту города, независимо от моды или политики. Известность ребят значительно выше, чем коммерческий потенциал. Но книжный бизнес — это не тот бизнес, который приносит большие доходы. „Пиотровский“ не сможет платить большую аренду. Ситуация печальная, но очень характерная для России. Я желаю ребятам, чтобы их новый хозяин понял, чем он обладает, либо город и край предоставили соответствующую площадь. Если „Пиотровский“ закроется, это будет трагедия не только для Перми, но и для России. На данный момент это лучший книжный магазин страны»[1] — Борис Куприянов, 2013.